# Німецька Вікіпедія
Німецька Вікіпедія (нім. Deutsche Wikipedia) — розділ Вікіпедії німецькою мовою. Створена другою після англійської Вікіпедії 16 березня 2001 року. Тепер це третя за кількістю статей Вікіпедія після англійської та себуанської.

## Статистика

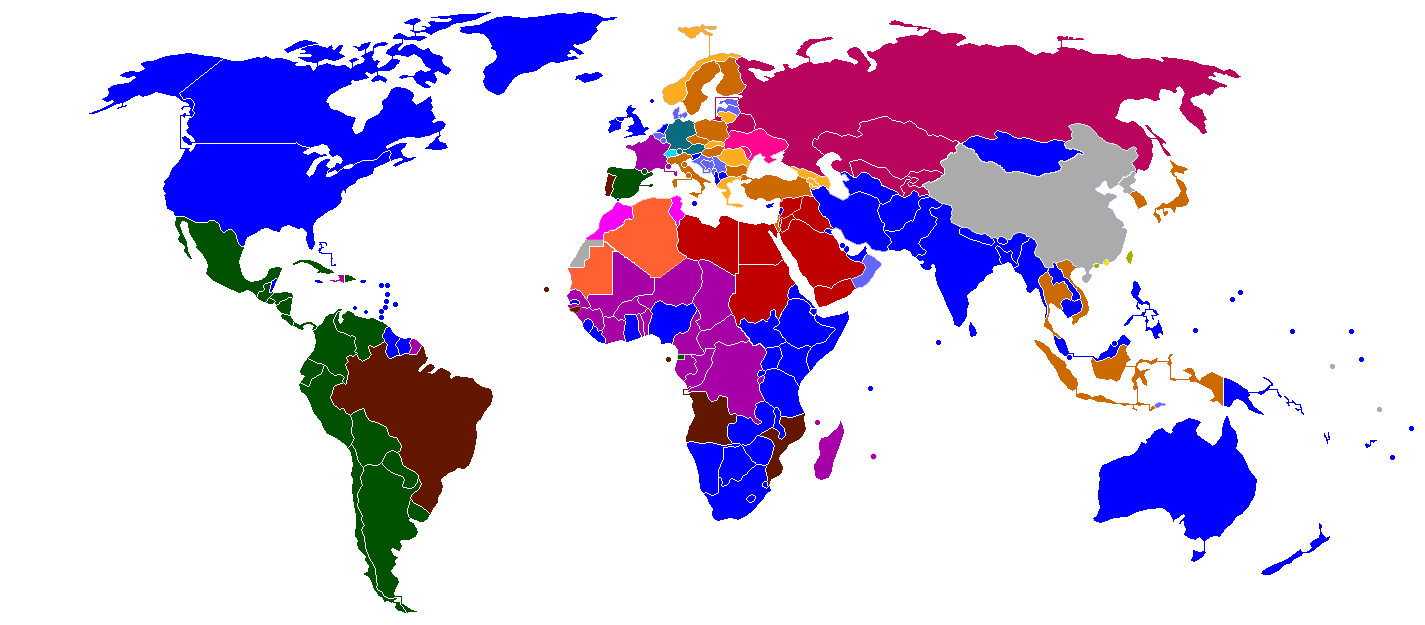
Домінування різних мовних розділів вікіпедії за відвідуваністю в країнах світу.
Синім кольором позначено англійську вікіпедію, зеленим — іспанську, фіолетовим — французьку, червоним — російську, коричневим — португальську, блакитним — німецьку, оливковим (зеленим) — китайську, світло-коричневим — інші (домінують, як правило, в одній країні).
Світлим кольором позначено країни у яких відвідуваність даного розділу становить менше 50 % відвідуваності всіх розділів вікіпедії.

За середнім розміром статей Німецька Вікіпедія знаходиться на третьому місці. Адміністратори німецької вікіпедії ведуть дуже строгу політику щодо вилучення коротких і неякісних статей.
Німецька Вікіпедія містить понад 250 000 біографій і 48 500 багатозначних статей.
Якщо порівняти німецьку і англійську Вікіпедії, то перша часто статті про персонажів одного фільму чи серіалу переносить в єдину статтю. Наприклад, «Зоряні Війни», чи «Тисяча і одна ніч».

Галузь, у якій Німецька Вікіпедія перевершує інші, і зокрема Англійську, — це статті про міста та містечка Словаччини, Чехії, Польщі та інших країн Східної Європи. Це пов'язано певною мірою з тим, що в цих країнах були великі німецькі меншини, (а інколи і більшості), які жили тут до кінця Другої світової Війни.
За результатами I кварталу 2014 року 79.7% редагувань було здійснене з території Німеччини, 6.7% — Австрії, 3.8% — Швейцарії. За результатами I кварталу 2014 року 74.4% переглядів було здійснене з території Німеччини, 8.3% — Австрії, 5.3% — Швейцарії.

## Наповнення
| 16.03.2001 | 13.06.2004 | 15.02.2005 | 07.10.2005 | 18.05.2006 | 23.11.2006 | 18.06.2007 | 30.01.2008 | 06.09.2008 | 04.05.2009 |
| ---------- | ---------- | ---------- | ---------- | ---------- | ---------- | ---------- | ---------- | ---------- | ---------- |
| 1          | 100000     | 200000     | 300000     | 400000     | 500000     | 600000     | 700000     | 800000     | 900000     |
| 27.12.2009 | 29.07.2010 | 09.03.2011 | 16.10.2011 | 30.04.2012 | 17.11.2012 | 24.06.2013 | 21.03.2014 | 19.11.2016 | 14.11.2020 |
| 1000000    | 1100000    | 1200000    | 1300000    | 1400000    | 1500000    | 1600000    | 1700000    | 2000000    | 2500000    |

## Мова і діалекти

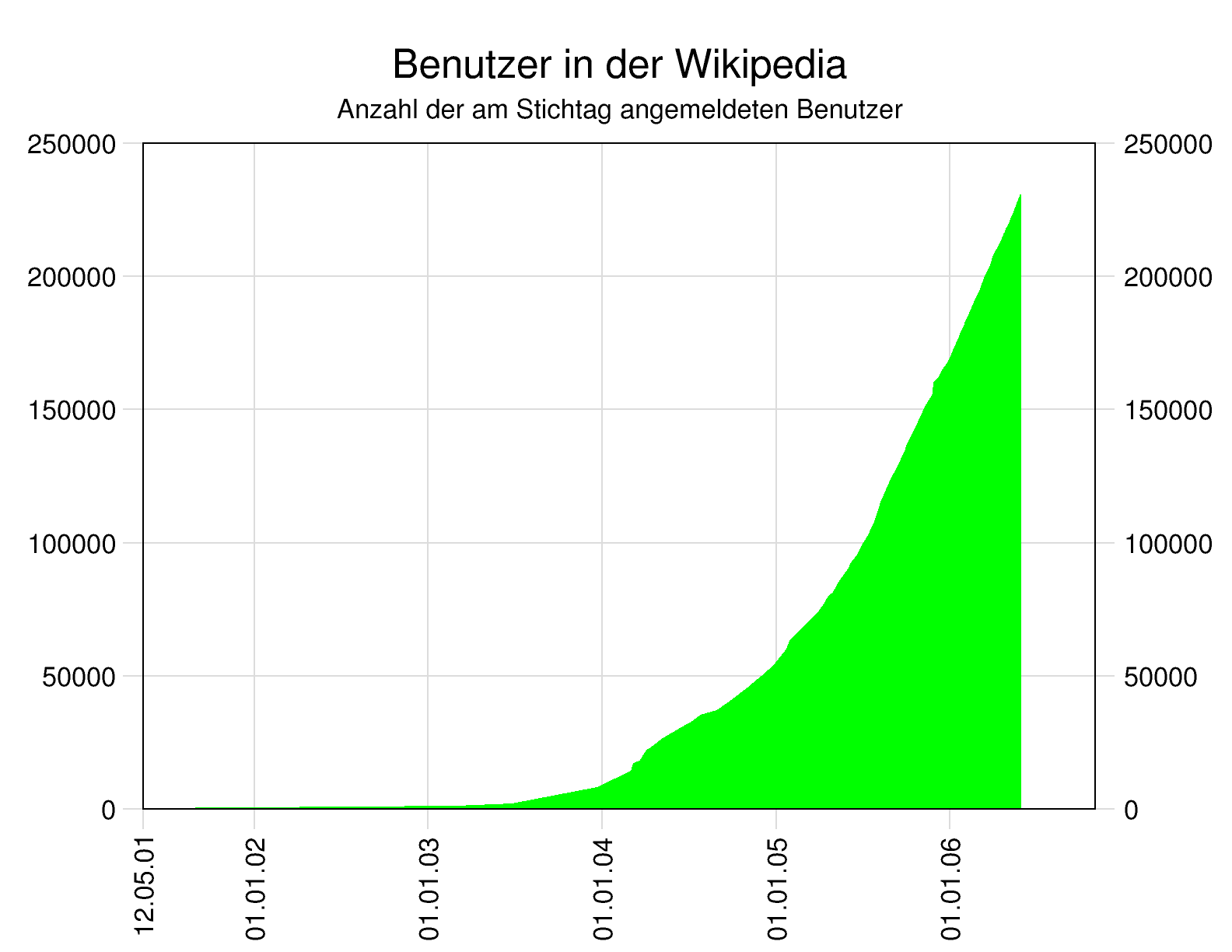
Зростання кількості користувачів Німецької Вікіпедії

Німецьку Вікіпедію написано звичайною німецькою мовою, як рекомендує Дуден — словник і збірник граматичних правил і правопису, що має офіційний статус. Австрійські та швейцарські ідіоми дозволяється використовувати лише у статтях на австрійську чи швейцарську тематику, і лише тоді, коли вони є необхідними.
Оскільки діалекти німецької мови у цій Вікіпедії не використовуються, то для них створено окремі розділи: Алеманський (алеманський діалект) (als:), Нижньонімецький (нижньонімецька мова) (nds:), Люксембурзький (люксембурзька мова) (lb:), Пенсильванський німецький (пенсильвансько-німецький діалект) (pdc:), Ріпуарський (ріпуарські діалекти) (ksh:) і Баварський (баварський діалект) (bar:).

## Характеристика

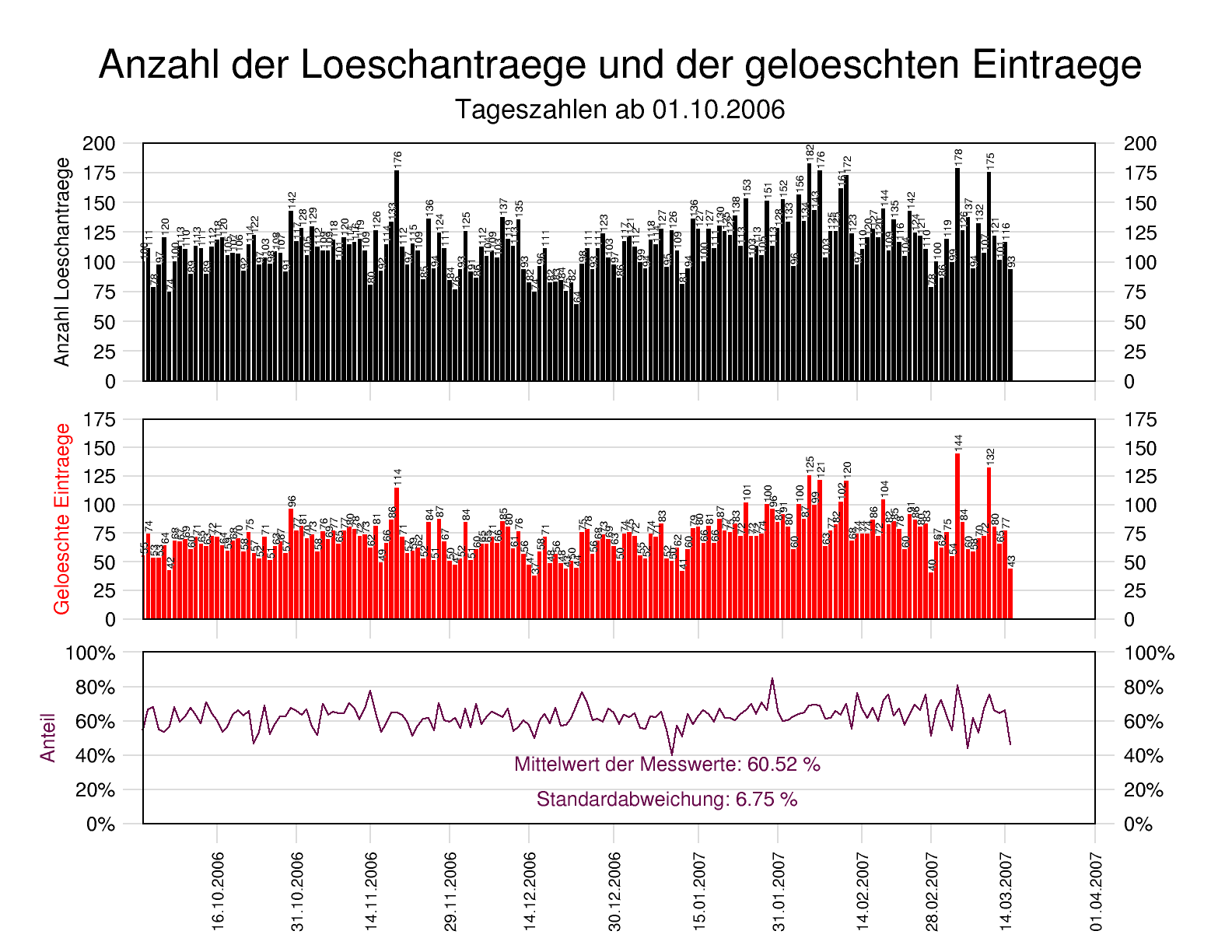
Співвідношення числа статей кандидатів на вилучення із кількістю дійсно вилучених статей

Німецька Вікіпедія відрізняється від Української тим, що:
- Є декілька правил щодо доречності написання деяких статей. Сучасні персоналії переважно повинні досягнути високого рівня знаменитості, лише після цього написання про них статті є допустимим.
- Використання медіа з ліцензією {{fair use}} заборонено. Зображення та інші медіафайли, які використовуються в Українській Вікіпедії за умовами цієї ліцензії, можуть бути неприйнятні для Німецької Вікіпедії.
- Багато суперечливих і неоднозначних статей у Німецькій Вікіпедії захищено. 14 вересня 2005 року було 253 захищених сторінок (для порівняння тепер в Українській Вікіпедії лише 9 захищених статей і 79 сторінок службового характеру), що забезпечує Німецькій Вікіпедії перше місце серед інших вікіпедій за кількістю захищених сторінок.
- Статті на незаперечні реальні і потрібні теми можуть бути вилучені, якщо вони здадуться закороткими. Коли вимоги для існування мінімальної статті (стабу) в обидвох вікіпедіях рівноцінні, то насправді Українська і Німецька розділи суттєво відрізняються у втіленні їх на практиці.
- На відміну від Польської, Французької, Російської, Італійської і також Української вікіпедій, Німецька не містить значної кількості статей, створених автоматично, за допомогою ботів.
- Категорії в Німецькій Вікіпедії не містять зазвичай менше, ніж 10 об'єктів. Крім того, категоризація, наприклад, хіміків відрізняється від українського варіанту. Якщо тут це категоризація за країною, то у німецькому розділі це категоризація за століттям. І в цьому відношенні український варіант схожий на англійський.
- В Німецькій Вікіпедії, як і в багатьох інших великих Вікіпедіях, є система категоризації персоналій за датою народження та датою смерті. В німецькому розділі немає категоризації персоналій за алфавітом, в українській вікіпедії створено відповідну категорію.

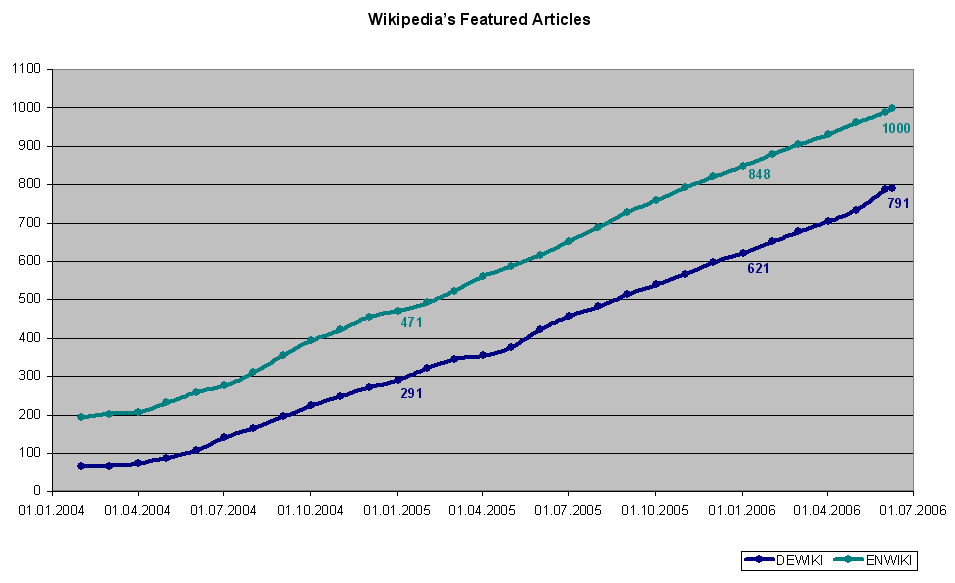
Порівняльний графік росту кількості вибраних статей у Німецькій та Англійській вікіпедіях

- В Німецькій Вікіпедії є 1104 вибрані статті. У загальному, показник відношення всіх статей до вибраних (547) більший, ніж в Українській Вікіпедії (510). Отже в загальному в Українській Вікіпедії більше вибраних статей на одну статтю, ніж в німецькій. Проте протилежна ситуація з добрими статтями, оскільки в німецькій вікіпедії їх більше, ніж вибраних, а в українській навпаки.
- На відміну від Української Вікіпедії та багатьох інших, в Німецькій використовується локальний часовий пояс (центральноєвропейський часовий пояс), а не час UTC.

## Адміністратори Німецької Вікіпедії

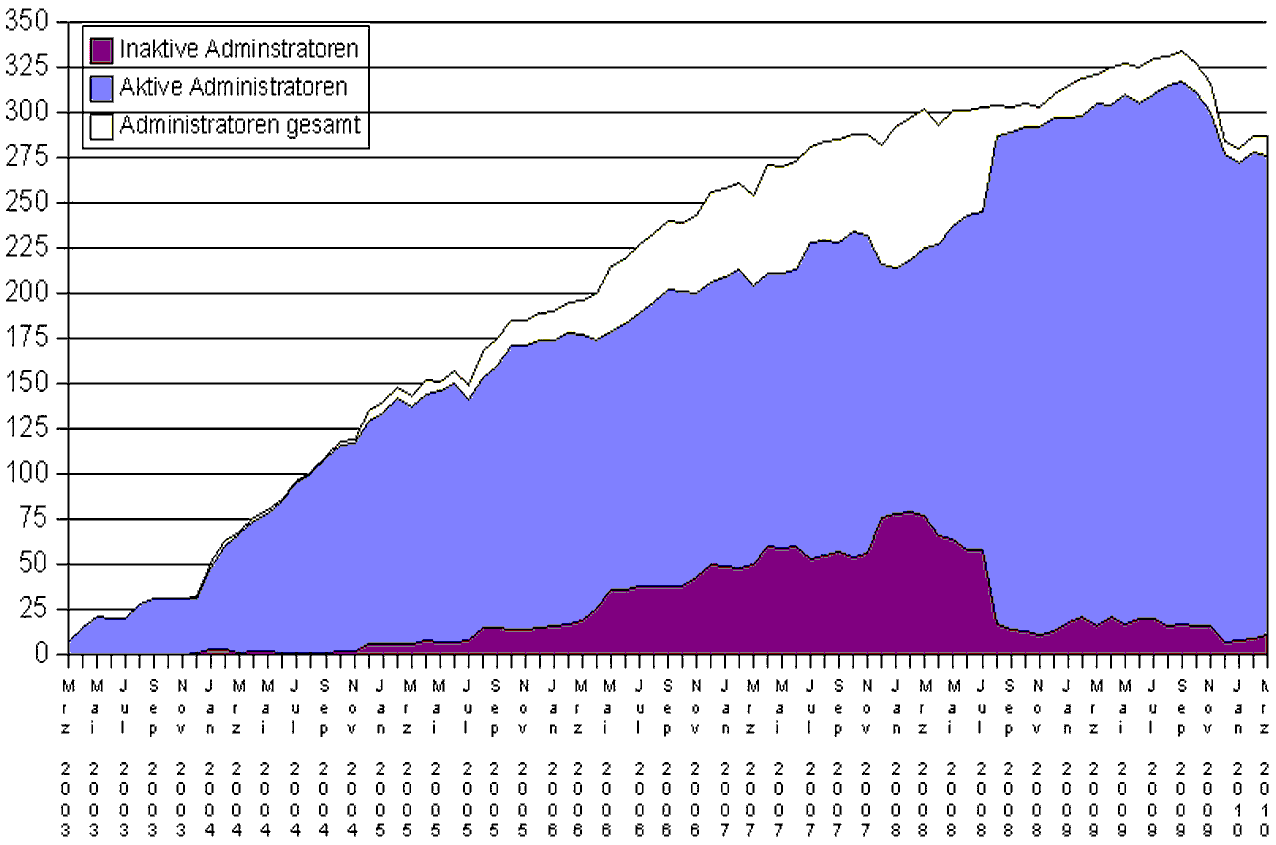
Динаміка росту кількості адміністраторів Німецької Вікіпедії. Фіолетовим вказано неактивних адміністраторів

## Відзначення

Одне з вибраних зображень Німецької Вікіпедії. Це мапа Чорнобильської зони радіоактивного зараження.

- У Німецькій Вікіпедії дуже добре розвинута система відзначень вибраних і добрих статей, вибраних аудіофайлів тощо. Для таких відзначень в Німецькій Вікіпедії існує портал Wikipedia:Auszeichnungen, аналогів якому немає в Українському розділі.
- Еквівалентом вибраних і добрих статей є Exzellente Artikel і Lesenswerte Artike, що відповідає українським Вікіпедія:Вибрані статті та Вікіпедія:Кандидати у добрі статті.
- Лише у Англійській і Німецькій Вікіпедіях існує відзначення за інформативність статті. Крім того практикується відзначення інформативних списків і порталів, аналогом в Українській Вікіпедії є Вікіпедія:Вибрані списки.
- Існує також проєкт Вікіпедія:Вибрані аудіозаписи

| Піктограма у Німецькій Вікіпедії | Аналог в Українській Вікіпедії | Відзначення         |
| -------------------------------- | ------------------------------ | ------------------- |
|                                  |                                | Вибрані статті      |
|                                  |                                | Добрі статті        |
|                                  | —                              | Вибрані зображення  |
|                                  | —                              | Вибрані аудізаписи  |
|                                  | —                              | Інформативні статті |